# 大叶木莲红
大叶木莲红（学名：Wendlandia pubigera）为茜草科水锦树属下的一个种。